# 李家治 (1915年)
李家治（1915年—？），男，直隶（今河北）清苑人，中国心理学家，曾任中国科学院心理研究所研究员。